# (13352) Gyssens
(13352) Gyssens (1998 SZ163) – planetoida z pasa głównego asteroid okrążająca Słońce w ciągu 4,16 lat w średniej odległości 2,59 j.a. Odkryta 18 września 1998 roku.